# Bodianus mesothorax
Bodianus mesothorax är en fiskart som först beskrevs av Marcus Élieser Bloch & Johann Gottlob Schneider, 1801.  Bodianus mesothorax ingår i släktet Bodianus och familjen läppfiskar. IUCN kategoriserar arten globalt som livskraftig. Inga underarter finns listade.